# Schanzenfest

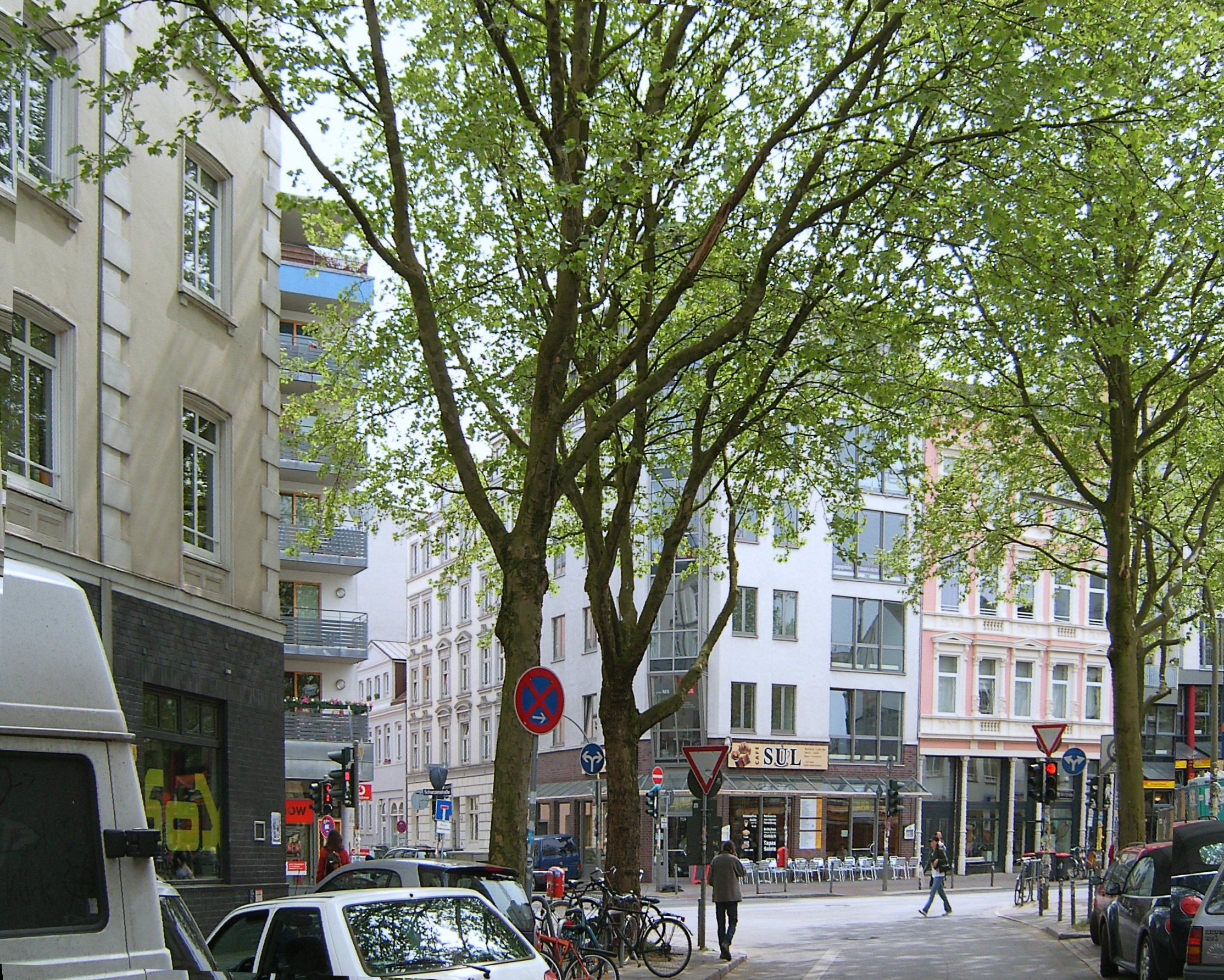
Schanzenstraße

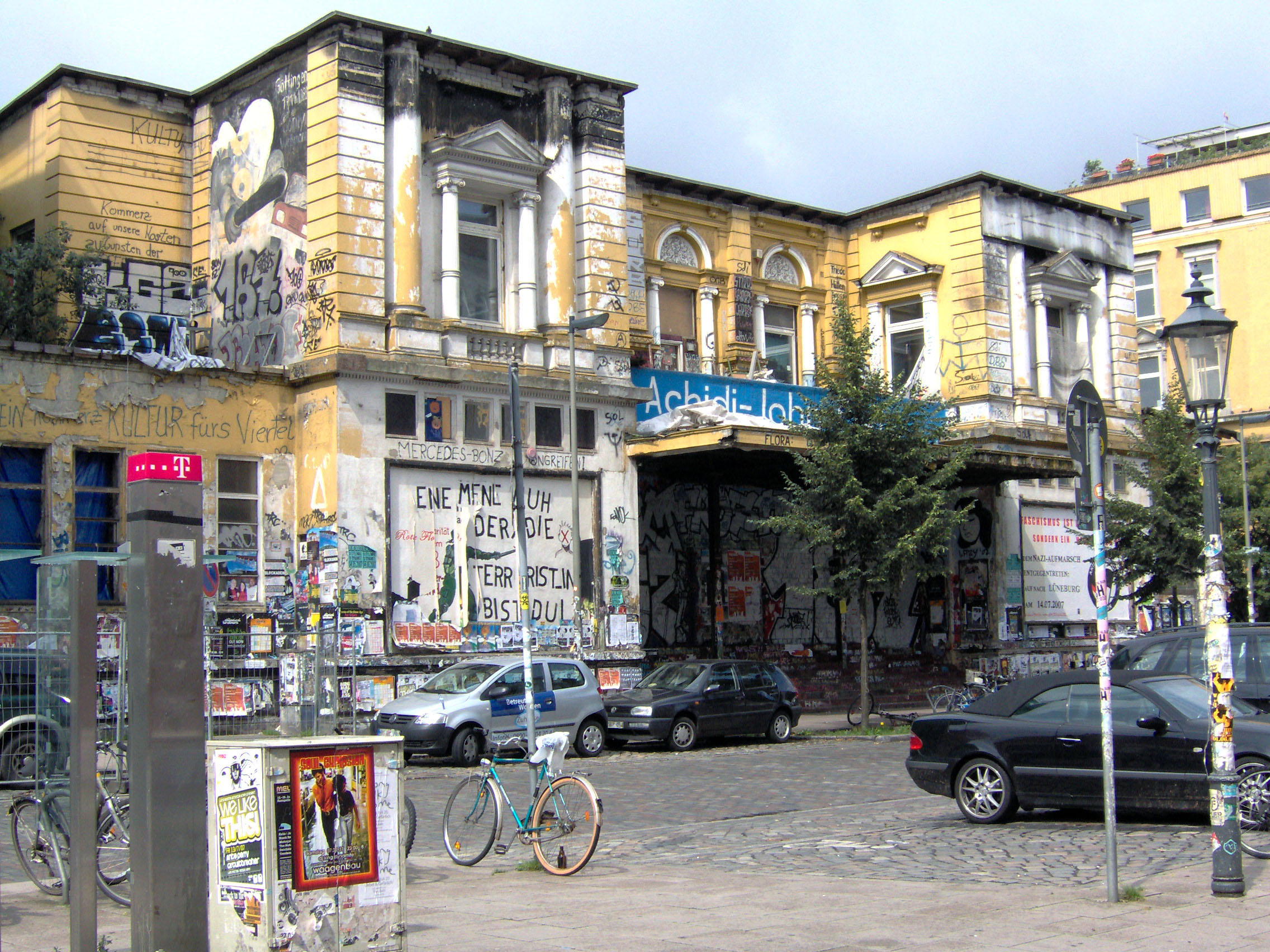
Rote Flora, Juli 2007

Das Schanzenfest ist ein seit 1988 jährlich stattfindendes links-alternatives Straßenfest im Schanzenviertel in Hamburg. Jedes Jahr zieht das Fest tausende Besucher an.

## Fest
Am Wochenende des Schanzenfestes gibt es am Schulterblatt und in den umliegenden Straßen einen großen Flohmarkt, verschiedene kulinarische Angebote, Straßenkünstler sowie alternative Musik. Seit 2004 findet das Fest unangemeldet statt, da die Veranstalter die städtischen Auflagen für nicht zumutbar halten.

## Ausschreitungen
Seit 2003 kommt es im Anschluss an das in der Regel friedlich verlaufende Fest zu Ausschreitungen zwischen gewaltorientierten Menschen und der Polizei. Dabei richtet sich die Gewalt vor allem gegen Banken und Geschäfte sowie gegen die Polizei selbst, die den Krawallen mit einem Großaufgebot und Wasserwerfern gegenübersteht.
Seit 2011 wird das Quartier während des Festes von der Polizei zum Gefahrengebiet erklärt, was die Polizisten berechtigt, von 23:00 Uhr bis 5:00 Uhr ohne konkreten Verdacht Menschen zu durchsuchen oder in Gewahrsam zu nehmen sowie Platzverweise zu erteilen.

## Feste nach Jahren

### 2009
Im Juli 2009 lieferten sich 1.000 Randalierer Straßenschlachten mit der Polizei, wobei die Polizisten mit Flaschen, Feuerwerkskörpern und Molotow-Cocktails angegriffen und im weiteren Verlauf 67 Randalierer vorläufig festgenommen wurden. Da das Fest im Juli 2009 nach Meinung der Veranstalter wegen des Polizeieinsatzes nicht zum Ende geführt werden konnte, wurde es im September 2009 fortgesetzt. Auch die zweite Auflage des Festes 2009 endete mit einem größeren Polizeieinsatz, nachdem eine Polizeiwache angegriffen wurde und es im weiteren Verlauf zu größeren Sachbeschädigungen kam.

### 2010
Im Jahr 2010 wurde das Schanzenfest erst kurz vor seinem Veranstaltungstag durch die zuständigen Behörden genehmigt. Die Bilanz des Tages: 42 Festnahmen und 14 Verletzte.

### 2011
Laut Veranstalter kam es 2011 zu einem Besucherrekord auf dem Fest. Die Ausschreitungen nach dem Schanzenfest waren 2011 nicht so drastisch ausgefallen, wie es im Vorfeld befürchtet worden war. Die SPD-Innenpolitikerin Juliane Timmermann lobte Anwohner, die selbst eingriffen hatten, um Randale zu verhindern. Kai Voet van Vormizeele (CDU) sah die Ausweisung eines „Gefahrengebiets“ als Schlüssel zum Erfolg. Die Polizei hatte sich laut NDR während des Schanzenfestes 2011 deutlich zurückgehalten. Gegen 22.30 Uhr warfen laut Polizei zunächst einige Jugendliche vor der Roten Flora Böller und zündeten Müllsäcke an. Passanten löschten zunächst das Feuer. Vermummte versuchten mit einem Rammbock und einem Hammer die Türen und Scheiben der Hamburger-Sparkassen-Filiale am Schulterblatt einzuschlagen. 2.100 Polizisten waren im Einsatz. Es gab 30 Festnahmen und zwei Polizisten wurden verletzt.

### 2012
Nach einem zunächst wieder friedlichen Verlauf hatte es zunächst so ausgesehen, als würde das Schanzenfest anders als in den Vorjahren ohne Krawalle enden. Tagsüber hatten rund 10.000 Menschen in entspannter Atmosphäre mit Musik und Flohmarkt gefeiert. Es gab keine Zwischenfälle. Motto des Festes war „Kapitalismus, Krise, Widerstand: Schanzenfest auf Griechisch“.
Gegen Abend machten sich etwa 30 bis 40 Menschen an dem „Traditionsziel“ Sparkassen-Filiale am Schulterblatt zu schaffen. Sie versuchten die Tür aufzubrechen. Als die Beamten daraufhin die Straße räumen wollten, kam es zu Krawallen. Erst am späten Samstagabend wurden vor der Roten Flora Böller und Feuerwerkskörper gezündet und vereinzelt Müll in Brand gesetzt. Anwohner versuchten die Störer zu verjagen.
Bei den Randalen gehen – so schreibt die taz am 7. September 2012 – die Messerattacke auf zwei Aktivisten der Roten Flora offenkundig auf das Konto rechter autonomer Nationalisten. Des Weiteren schreibt die taz: Polizisten in Zivil beobachteten die Vorfälle. „Es war anders als sonst“, sagt ein Zivilfahnder der taz. Es seien nicht nur die typischen Krawalltouristen da gewesen. „Die waren gekleidet wie Hardcore-Autonome, benahmen sich aber nicht wie Linksautonome“, so ein Beamter. „Es waren auch keine Leute dabei, die wir aus der Szene kannten, außerdem zünden die doch nicht selbst ihre Flora an“, sagt er. „Wir hatten den Eindruck, dass es sich um autonome Nationalisten handelte, wie 2008 am 1. Mai in Barmbek.“
Dem widersprechen aber sowohl die Polizei, die durch ihren Sprecher angibt: „Wir haben keine Erkenntnisse, dass autonome Nationalisten dabei gewesen sind“ als auch Staatsschutz und Verfassungsschutz, die ebenfalls keine Nationalisten bzw. Rechtsradikale wahrgenommen haben.
Die Polizei war mit 1.566 Beamten im Einsatz und hatte das Quartier großräumig zum „Gefahrengebiet“ erklärt. Sechs Menschen nahm die Polizei fest.